# Torneo de Reserva 2025
El Torneo de Reserva 2025, también conocido como Torneo Proyección 2025, es la octogésima cuarta temporada del certamen, y el cuarto organizado por la Liga Profesional, órgano interno de la Asociación del Fútbol Argentino.
Los nuevos participantes son: Aldosivi, que regresa tras su última participación en la temporada 2022; San Martín de San Juan, que vuelve tras su última intervención en la temporada 2018-19; Deportivo Riestra e Independiente Rivadavia, incorporados en la temporada anterior y que hacen su debut en el torneo; Colón, que regresará en calidad de invitado tras su última participación en la temporada 2023; y Ferro Carril Oeste, que vuelve en calidad de invitado tras su última intervención en la temporada 1999-00.
Esta edición cuenta con un nuevo sistema de disputa, trayendo por primera vez al torneo el orden de torneos Apertura y Clausura, por lo que consagrará por primera vez a dos campeones, los que clasificarán al Trofeo de Campeones 2025.
Comenzó el 18 de febrero con el Torneo Apertura y finalizará con el Torneo Clausura. Participan un total de 32 equipos.

## Equipos participantes
| Equipo                  | Ciudad                | Estadio Predio                                                | Capacidad     |
| ----------------------- | --------------------- | ------------------------------------------------------------- | ------------- |
| Aldosivi                | Mar del Plata         | José María Minella Salvador Vuoso                             | 35 180        |
| Argentinos Juniors      | Buenos Aires          | Diego Armando Maradona CEFFA                                  | 24 000        |
| Atlético Tucumán        | San Miguel de Tucumán | Monumental José Fierro                                        | 35 200        |
| Banfield                | Banfield              | Florencio Sola Alfredo Palacios                               | 34 900        |
| Barracas Central        | Buenos Aires          | Julio Humberto Grondona AEFIP                                 | 16 300        |
| Belgrano                | Córdoba               | Julio César Villagra Armando Pérez                            | 33 000        |
| Boca Juniors            | Buenos Aires          | Alberto J. Armando Boca Predio                                | 54 000        |
| Central Córdoba         | Santiago del Estero   | Único Madre de Ciudades Alfredo Terrera                       | 30 000 21 500 |
| Colón                   | Santa Fe              | Brigadier General Estanislao López                            | 40 000        |
| Defensa y Justicia      | Gobernador Costa      | Norberto Tomaghello Campeones del Mundo                       | 20 000        |
| Deportivo Riestra       | Buenos Aires          | Guillermo Laza La Candela                                     | 3 000         |
| Estudiantes             | La Plata              | Jorge Luis Hirschi Mariano Mangano                            | 32 530        |
| Ferro Carril Oeste      | Buenos Aires          | Arquitecto Ricardo Etcheverri                                 | 24 442        |
| Gimnasia y Esgrima      | La Plata              | Juan Carmelo Zerillo Estancia Chica                           | 30 973        |
| Godoy Cruz              | Godoy Cruz            | Malvinas Argentinas Víctor Antonio Legrotaglie Coquimbito     | 42 500 14 000 |
| Huracán                 | Buenos Aires          | Tomás Adolfo Ducó Jorge Newbery                               | 48 314        |
| Independiente           | Avellaneda            | Libertadores de América-Ricardo Enrique Bochini Santo Domingo | 49 592        |
| Independiente Rivadavia | Mendoza               | Bautista Gargantini Auxiliar                                  | 24 000        |
| Instituto               | Córdoba               | Juan Domingo Perón La Agustina                                | 26 000        |
| Lanús                   | Lanús                 | Ciudad de Lanús-Néstor Díaz Pérez Lorenzo D'Ángelo            | 47 027        |
| Newell's Old Boys       | Rosario               | Marcelo Bielsa Jorge B. Griffa                                | 42 000        |
| Platense                | Florida               | Ciudad de Vicente López Mariani Dolan                         | 34 530        |
| Racing Club             | Avellaneda            | Presidente Perón Tita Mattiussi                               | 51 000        |
| River Plate             | Buenos Aires          | Monumental River Camp                                         | 84 567        |
| Rosario Central         | Rosario               | Gigante de Arroyito Arroyo Seco                               | 48 000 12 000 |
| San Lorenzo             | Buenos Aires          | Pedro Bidegain Ciudad Deportiva                               | 31 814        |
| San Martín              | San Juan              | Ingeniero Hilario Sánchez Auxiliar                            | 21 500        |
| Sarmiento               | Junín                 | Eva Perón CAR Ciudad Deportiva                                | 23 156        |
| Talleres                | Córdoba               | Mario Alberto Kempes Francisco Cabasés                        | 57 000 18 000 |
| Tigre                   | Victoria              | José Dellagiovanna Nito San Andrés                            | 26 282        |
| Unión                   | Santa Fe              | 15 de Abril La Tatenguita                                     | 30 000        |
| Vélez Sarsfield         | Buenos Aires          | José Amalfitani Raúl Héctor Gámez                             | 49 540        |

1. 1 2  Invitado para el Torneo Clausura.[2]

### Distribución geográfica de los equipos
| Jurisdicción                             | Cant. | Equipos |
| ---------------------------------------- | ----- | --- |
| Ciudad de Buenos Aires                   | 9     | Argentinos Juniors, Barracas Central, Boca Juniors, Deportivo Riestra, Ferro Carril Oeste, Huracán, River Plate, San Lorenzo y Vélez Sarsfield |
| Conurbano bonaerense                     | 7     | Banfield, Defensa y Justicia, Independiente, Lanús, Platense, Racing Club y Tigre                                                              |
| Provincia de Santa Fe                    | 4     | Colón, Newell's Old Boys, Rosario Central y Unión                                                                                              |
| Provincia de Córdoba                     | 3     | Belgrano, Instituto y Talleres |
| Interior de la provincia de Buenos Aires | 2     | Aldosivi y Sarmiento (J) |
| Ciudad de La Plata                       | 2     | Estudiantes y Gimnasia y Esgrima |
| Provincia de Mendoza                     | 2     | Godoy Cruz e Independiente Rivadavia |
| Provincia de San Juan                    | 1     | San Martín |
| Provincia de Santiago del Estero         | 1     | Central Córdoba |
| Provincia de Tucumán                     | 1     | Atlético Tucumán |

## Sistema de disputa
El campeonato se disputa en dos torneos independientes, llamados respectivamente Apertura y Clausura, los que consagran cada uno a su propio campeón. Ambos tienen el mismo formato, invirtiendo las localías, pero se diferencian en la fase de zonas debido a la cantidad de equipos.

### Fase de zonas

#### Apertura
Los equipos se dividen en dos grupos de quince integrantes cada uno, donde juegan una ronda por el sistema de todos contra todos, más un interzonal por fecha, correspondiente al clásico o emparejamiento, que enfrenta a los que quedan libres en su respectiva zona. En total cada equipo disputa quince partidos en la etapa clasificatoria. Los ocho primeros de cada zona clasifican a las instancias siguientes.

#### Clausura
Los equipos se dividirán en dos grupos de dieciséis integrantes cada uno, donde juegan una ronda por el sistema de todos contra todos, más una fecha especial de interzonales extra determinados por los clásico o emparejamientos, que enfrentan a los que quedaban libres en su respectiva zona en el primer torneo. En total cada equipo disputará dieciséis partidos en la etapa clasificatoria. Los ocho primeros de cada zona clasificarán a las instancias siguientes.

## Sorteo
Se llevó a cabo el 20 de diciembre de 2024 a partir de las 14:30. Los equipos se agruparon, previa formación de parejas (la mayoría de ellas las que disputan clásicos), colocando a cada uno de los componentes de las mismas en zonas distintas.
| Emparejamientos    | Emparejamientos         |
| ------------------ | ----------------------- |
| Boca Juniors       | River Plate             |
| Independiente      | Racing Club             |
| Huracán            | San Lorenzo             |
| Newell's Old Boys  | Rosario Central         |
| Estudiantes (LP)   | Gimnasia y Esgrima (LP) |
| Godoy Cruz         | Independiente Rivadavia |
| Banfield           | Lanús                   |
| Belgrano           | Talleres (C)            |
| Argentinos Juniors | Platense                |
| Tigre              | Vélez Sarsfield         |
| Instituto          | Unión                   |
| Atlético Tucumán   | Central Córdoba (SdE)   |
| Defensa y Justicia | Deportivo Riestra       |
| Barracas Central   | Sarmiento (J)           |
| Aldosivi           | San Martín (SJ)         |

## Torneo Apertura

### Fase de zonas

#### Zona A
| Pos. | Equipo                  | Pts. | PJ | PG | PE | PP | GF | GC | Dif. |
| ---- | ----------------------- | ---- | -- | -- | -- | -- | -- | -- | ---- |
| 1.º  | Boca Juniors            | 32   | 15 | 9  | 5  | 1  | 28 | 9  | 19   |
| 2.º  | Estudiantes (LP)        | 31   | 15 | 8  | 7  | 0  | 26 | 9  | 17   |
| 3.º  | Belgrano                | 30   | 15 | 8  | 6  | 1  | 23 | 8  | 15   |
| 4.º  | Newell's Old Boys       | 28   | 15 | 9  | 1  | 5  | 20 | 15 | 5    |
| 5.º  | Huracán                 | 24   | 15 | 6  | 6  | 3  | 17 | 13 | 4    |
| 6.º  | Unión                   | 23   | 15 | 6  | 5  | 4  | 20 | 18 | 2    |
| 7.º  | Tigre                   | 20   | 15 | 5  | 5  | 5  | 16 | 20 | −4   |
| 8.º  | Aldosivi                | 19   | 15 | 5  | 4  | 6  | 19 | 26 | −7   |
| 9.º  | Defensa y Justicia      | 18   | 15 | 4  | 6  | 5  | 18 | 16 | 2    |
| 10.º | Banfield                | 17   | 15 | 2  | 11 | 2  | 17 | 15 | 2    |
| 11.º | Argentinos Juniors      | 14   | 15 | 2  | 8  | 5  | 12 | 16 | −4   |
| 12.º | Barracas Central        | 13   | 15 | 2  | 7  | 6  | 10 | 18 | −8   |
| 13.º | Independiente Rivadavia | 13   | 15 | 4  | 1  | 10 | 8  | 22 | −14  |
| 14.º | Racing Club             | 11   | 15 | 2  | 5  | 8  | 16 | 26 | −10  |
| 15.º | Central Córdoba (SdE)   | 9    | 15 | 2  | 3  | 10 | 8  | 23 | −15  |

|  | Clasificaron a la Fase final. |

#### Zona B
| Pos. | Equipo                  | Pts. | PJ | PG | PE | PP | GF | GC | Dif. |
| ---- | ----------------------- | ---- | -- | -- | -- | -- | -- | -- | ---- |
| 1.º  | River Plate             | 33   | 15 | 10 | 3  | 2  | 28 | 19 | 9    |
| 2.º  | Vélez Sarsfield         | 31   | 15 | 9  | 4  | 2  | 26 | 12 | 14   |
| 3.º  | Rosario Central         | 25   | 15 | 6  | 7  | 2  | 18 | 9  | 9    |
| 4.º  | San Martín (SJ)         | 23   | 15 | 7  | 2  | 6  | 19 | 17 | 2    |
| 5.º  | San Lorenzo             | 22   | 15 | 6  | 4  | 5  | 18 | 14 | 4    |
| 6.º  | Lanús                   | 20   | 15 | 5  | 5  | 5  | 21 | 25 | −4   |
| 7.º  | Instituto               | 19   | 15 | 4  | 7  | 4  | 12 | 10 | 2    |
| 8.º  | Atlético Tucumán        | 18   | 15 | 4  | 6  | 5  | 15 | 20 | −5   |
| 9.º  | Gimnasia y Esgrima (LP) | 17   | 15 | 3  | 8  | 4  | 21 | 21 | 0    |
| 10.º | Talleres (C)            | 17   | 15 | 4  | 5  | 6  | 13 | 17 | −4   |
| 11.º | Deportivo Riestra       | 17   | 15 | 4  | 5  | 6  | 15 | 20 | −5   |
| 12.º | Sarmiento (J)           | 16   | 15 | 3  | 7  | 5  | 15 | 20 | −5   |
| 13.º | Godoy Cruz              | 15   | 15 | 3  | 6  | 6  | 15 | 16 | −1   |
| 14.º | Independiente           | 15   | 15 | 3  | 6  | 6  | 16 | 19 | −3   |
| 15.º | Platense                | 5    | 15 | 0  | 5  | 10 | 8  | 25 | −17  |

|  | Clasificaron a la Fase final. |

### Fase final
|  | Octavos de final | Octavos de final  | Octavos de final |                 |                  | Cuartos de final | Cuartos de final | Cuartos de final |  |                 | Semifinales     | Semifinales | Semifinales |  |                 | Final           | Final      | Final      |  |
|  | 11 y 12 de junio | 11 y 12 de junio  | 11 y 12 de junio |                 |                  | 16 y 17 de junio | 16 y 17 de junio | 16 y 17 de junio |  |                 | 22 de junio     | 22 de junio | 22 de junio |  |                 | 6 de julio      | 6 de julio | 6 de julio |  |
|  |                  |                   |                  |                 |                  |                  |                  |                  |  |                 |                 |             |             |  |                 |                 |            |            |  |
|  |                  |                   |                  |                 |                  |                  |                  |                  |  |                 |                 |             |             |  |                 |                 |            |            |  |
|  | 1A               | Boca Juniors      | 3                |                 |                  |                  |                  |                  |  |                 |                 |             |             |  |                 |                 |            |            |  |
|  | 1A               | Boca Juniors      | 3                |                 |                  |                  |                  |                  |  |                 |                 |             |             |  |                 |                 |            |            |  |
|  | 8B               | Atlético Tucumán  | 0                |                 |                  |                  |                  |                  |  |                 |                 |             |             |  |                 |                 |            |            |  |
|  | 8B               | Atlético Tucumán  | 0                |                 | Boca Juniors     | Boca Juniors     | 2                |                  |  |                 |                 |             |             |  |                 |                 |            |            |  |
|  |                  |                   |                  |                 | Boca Juniors     | Boca Juniors     | 2                |                  |  |                 |                 |             |             |  |                 |                 |            |            |  |
|  |                  |                   | San Martín (SJ)  | San Martín (SJ) | 0                |                  |                  |                  |  |                 |                 |             |             |  |                 |                 |            |            |  |
|  | 4B               | San Martín (SJ)   | San Martín (SJ)  | San Martín (SJ) | 0                | 3                |                  |                  |  |                 |                 |             |             |  |                 |                 |            |            |  |
|  | 4B               | San Martín (SJ)   |                  |                 |                  |                  |                  |                  |  |                 |                 |             |             |  |                 |                 |            |            |  |
|  | 5A               | Huracán           | 1                |                 |                  |                  |                  |                  |  |                 |                 |             |             |  |                 |                 |            |            |  |
|  | 5A               | Huracán           | 1                |                 |                  |                  |                  |                  |  | Boca Juniors    | Boca Juniors    | 1           |             |  |                 |                 |            |            |  |
|  |                  |                   |                  |                 |                  |                  |                  |                  |  | Boca Juniors    | Boca Juniors    | 1           |             |  |                 |                 |            |            |  |
|  |                  |                   | Vélez Sarsfield  | Vélez Sarsfield | 2                |                  |                  |                  |  |                 |                 |             |             |  |                 |                 |            |            |  |
|  | 2B               | Vélez Sarsfield   | Vélez Sarsfield  | Vélez Sarsfield | 2                | 2                |                  |                  |  |                 |                 |             |             |  |                 |                 |            |            |  |
|  | 2B               | Vélez Sarsfield   |                  |                 |                  |                  |                  |                  |  |                 |                 |             |             |  |                 |                 |            |            |  |
|  | 7A               | Tigre             | 1                |                 |                  |                  |                  |                  |  |                 |                 |             |             |  |                 |                 |            |            |  |
|  | 7A               | Tigre             | 1                |                 | Vélez Sarsfield  | Vélez Sarsfield  | 3                |                  |  |                 |                 |             |             |  |                 |                 |            |            |  |
|  |                  |                   |                  |                 | Vélez Sarsfield  | Vélez Sarsfield  | 3                |                  |  |                 |                 |             |             |  |                 |                 |            |            |  |
|  |                  |                   | Belgrano         | Belgrano        | 0                |                  |                  |                  |  |                 |                 |             |             |  |                 |                 |            |            |  |
|  | 3A               | Belgrano          | Belgrano         | Belgrano        | 0                | 1 (4)            |                  |                  |  |                 |                 |             |             |  |                 |                 |            |            |  |
|  | 3A               | Belgrano          |                  |                 |                  |                  |                  |                  |  |                 |                 |             |             |  |                 |                 |            |            |  |
|  | 6B               | Lanús             | 1 (2)            |                 |                  |                  |                  |                  |  |                 |                 |             |             |  |                 |                 |            |            |  |
|  | 6B               | Lanús             | 1 (2)            |                 |                  |                  |                  |                  |  |                 |                 |             |             |  | Vélez Sarsfield | Vélez Sarsfield | 3          |            |  |
|  |                  |                   |                  |                 |                  |                  |                  |                  |  |                 |                 |             |             |  | Vélez Sarsfield | Vélez Sarsfield | 3          |            |  |
|  |                  |                   | San Lorenzo      | San Lorenzo     | 1                |                  |                  |                  |  |                 |                 |             |             |  |                 |                 |            |            |  |
|  | 2A               | Estudiantes (LP)  | San Lorenzo      | San Lorenzo     | 1                | 2                |                  |                  |  |                 |                 |             |             |  |                 |                 |            |            |  |
|  | 2A               | Estudiantes (LP)  |                  |                 |                  |                  |                  |                  |  |                 |                 |             |             |  |                 |                 |            |            |  |
|  | 7B               | Instituto         | 1                |                 |                  |                  |                  |                  |  |                 |                 |             |             |  |                 |                 |            |            |  |
|  | 7B               | Instituto         | 1                |                 | Estudiantes (LP) | Estudiantes (LP) | 0                |                  |  |                 |                 |             |             |  |                 |                 |            |            |  |
|  |                  |                   |                  |                 | Estudiantes (LP) | Estudiantes (LP) | 0                |                  |  |                 |                 |             |             |  |                 |                 |            |            |  |
|  |                  |                   | Rosario Central  | Rosario Central | 1                |                  |                  |                  |  |                 |                 |             |             |  |                 |                 |            |            |  |
|  | 3B               | Rosario Central   | Rosario Central  | Rosario Central | 1                | 2                |                  |                  |  |                 |                 |             |             |  |                 |                 |            |            |  |
|  | 3B               | Rosario Central   |                  |                 |                  |                  |                  |                  |  |                 |                 |             |             |  |                 |                 |            |            |  |
|  | 6A               | Unión             | 0                |                 |                  |                  |                  |                  |  |                 |                 |             |             |  |                 |                 |            |            |  |
|  | 6A               | Unión             | 0                |                 |                  |                  |                  |                  |  | Rosario Central | Rosario Central | 0           |             |  |                 |                 |            |            |  |
|  |                  |                   |                  |                 |                  |                  |                  |                  |  | Rosario Central | Rosario Central | 0           |             |  |                 |                 |            |            |  |
|  |                  |                   | San Lorenzo      | San Lorenzo     | 1                |                  |                  |                  |  |                 |                 |             |             |  |                 |                 |            |            |  |
|  | 1B               | River Plate       | San Lorenzo      | San Lorenzo     | 1                | 5                |                  |                  |  |                 |                 |             |             |  |                 |                 |            |            |  |
|  | 1B               | River Plate       |                  |                 |                  |                  |                  |                  |  |                 |                 |             |             |  |                 |                 |            |            |  |
|  | 8A               | Aldosivi          | 1                |                 |                  |                  |                  |                  |  |                 |                 |             |             |  |                 |                 |            |            |  |
|  | 8A               | Aldosivi          | 1                |                 | River Plate      | River Plate      | 1 (2)            |                  |  |                 |                 |             |             |  |                 |                 |            |            |  |
|  |                  |                   |                  |                 | River Plate      | River Plate      | 1 (2)            |                  |  |                 |                 |             |             |  |                 |                 |            |            |  |
|  |                  |                   | San Lorenzo      | San Lorenzo     | 1 (4)            |                  |                  |                  |  |                 |                 |             |             |  |                 |                 |            |            |  |
|  | 4A               | Newell's Old Boys | San Lorenzo      | San Lorenzo     | 1 (4)            | 0 (5)            |                  |                  |  |                 |                 |             |             |  |                 |                 |            |            |  |
|  | 4A               | Newell's Old Boys |                  |                 |                  |                  |                  |                  |  |                 |                 |             |             |  |                 |                 |            |            |  |
|  | 5B               | San Lorenzo       | 0 (6)            |                 |                  |                  |                  |                  |  |                 |                 |             |             |  |                 |                 |            |            |  |
|  | 5B               | San Lorenzo       | 0 (6)            |                 |                  |                  |                  |                  |  |                 |                 |             |             |  |                 |                 |            |            |  |
|  |                  |                   |                  |                 |                  |                  |                  |                  |  |                 |                 |             |             |  |                 |                 |            |            |  |

## Torneo Clausura

### Primera fase

#### Zona A
| Pos. | Equipo                  | Pts. | PJ | PG | PE | PP | GF | GC | Dif. |
| ---- | ----------------------- | ---- | -- | -- | -- | -- | -- | -- | ---- |
| 1.º  | Newell's Old Boys       | 12   | 5  | 4  | 0  | 1  | 10 | 6  | 4    |
| 2.º  | Unión                   | 12   | 5  | 4  | 0  | 1  | 9  | 8  | 1    |
| 3.º  | Barracas Central        | 10   | 4  | 3  | 1  | 0  | 4  | 1  | 3    |
| 4.º  | Belgrano                | 10   | 5  | 3  | 1  | 1  | 8  | 6  | 2    |
| 5.º  | Tigre                   | 9    | 4  | 3  | 0  | 1  | 6  | 4  | 2    |
| 6.º  | Boca Juniors            | 9    | 5  | 3  | 0  | 2  | 6  | 4  | 2    |
| 7.º  | Racing Club             | 8    | 4  | 2  | 2  | 0  | 7  | 5  | 2    |
| 8.º  | Central Córdoba (SdE)   | 7    | 4  | 2  | 1  | 1  | 5  | 4  | 1    |
| 9.º  | Aldosivi                | 6    | 5  | 2  | 0  | 3  | 5  | 3  | 2    |
| 10.º | Estudiantes (LP)        | 5    | 5  | 1  | 2  | 2  | 9  | 9  | 0    |
| 11.º | Colón                   | 5    | 5  | 1  | 2  | 2  | 4  | 5  | −1   |
| 12.º | Huracán                 | 4    | 4  | 1  | 1  | 2  | 4  | 4  | 0    |
| 13.º | Independiente Rivadavia | 4    | 5  | 1  | 1  | 3  | 5  | 6  | −1   |
| 14.º | Defensa y Justicia      | 2    | 5  | 0  | 2  | 3  | 4  | 8  | −4   |
| 15.º | Banfield                | 1    | 5  | 0  | 1  | 4  | 1  | 10 | −9   |
| 16.º | Argentinos Juniors      | 0    | 4  | 0  | 0  | 4  | 3  | 7  | −4   |

|  | Los equipos que ocupen estas posiciones al finalizar la disputa clasificarán a la Fase final. |

#### Zona B
| Pos. | Equipo             | Pts. | PJ | PG | PE | PP | GF | GC | Dif. |
| ---- | ------------------ | ---- | -- | -- | -- | -- | -- | -- | ---- |
| 1.º  | Atlético Tucumán   | 15   | 5  | 5  | 0  | 0  | 9  | 1  | 8    |
| 2.º  | Gimnasia y Esgrima | 11   | 5  | 3  | 2  | 0  | 8  | 2  | 6    |
| 3.º  | Instituto          | 8    | 5  | 2  | 2  | 1  | 7  | 4  | 3    |
| 4.º  | Sarmiento (J)      | 7    | 5  | 2  | 1  | 2  | 6  | 7  | −1   |
| 5.º  | Platense           | 7    | 5  | 2  | 1  | 2  | 4  | 7  | −3   |
| 6.º  | San Martín (SJ)    | 6    | 4  | 2  | 0  | 2  | 6  | 3  | 3    |
| 7.º  | Talleres (C)       | 6    | 4  | 2  | 0  | 2  | 4  | 3  | 1    |
| 8.º  | Deportivo Riestra  | 6    | 4  | 2  | 0  | 2  | 4  | 4  | 0    |
| 9.º  | Rosario Central    | 6    | 4  | 2  | 0  | 2  | 4  | 6  | −2   |
| 10.º | River Plate        | 5    | 4  | 1  | 2  | 1  | 5  | 3  | 2    |
| 11.º | Independiente      | 5    | 4  | 1  | 2  | 1  | 3  | 3  | 0    |
| 12.º | San Lorenzo        | 5    | 5  | 1  | 2  | 2  | 4  | 6  | −2   |
| 13.º | Ferro Carril Oeste | 4    | 5  | 1  | 1  | 3  | 6  | 10 | −4   |
| 14.º | Vélez Sarsfield    | 3    | 4  | 0  | 3  | 1  | 2  | 3  | −1   |
| 15.º | Godoy Cruz         | 3    | 4  | 1  | 0  | 3  | 2  | 6  | −4   |
| 16.º | Lanús              | 3    | 5  | 1  | 0  | 4  | 1  | 7  | −6   |

|  | Los equipos que ocupen estas posiciones al finalizar la disputa clasificarán a la Fase final. |